# Lista de control de acceso

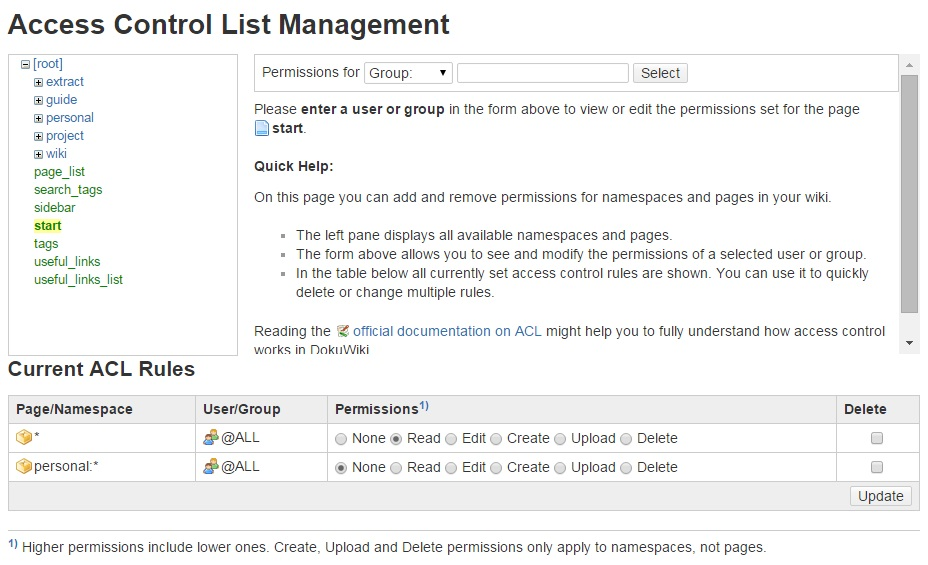
Patrón de una lista de control de acceso (ACL).

Una lista de control de acceso o ACL (del inglés, access control list) es un concepto de seguridad informática usado para fomentar la separación de privilegios. Es una forma de determinar los permisos de acceso apropiados a un determinado objeto, dependiendo de ciertos aspectos del proceso que hace el pedido.
Las ACL permiten controlar el flujo del tráfico en equipos de redes, tales como enrutadores y conmutadores. Su principal objetivo es filtrar tráfico: permitir o denegar el tráfico de red de acuerdo con alguna condición. Sin embargo, también tienen usos adicionales, como, por ejemplo, distinguir "tráfico interesante" (tráfico suficientemente importante como para activar o mantener una conexión) en RDSI (red digital de servicios integrados).
El motivo por el que suele gestionarse en una clase o sistema separado y no en cada una de las partes que pretenden asociarse a permisos es por seguir las reglas SOLID; en este caso, la S —Single responsibility (principio de responsabilidad única)—, lo cual te permite incluso escalar mejor. Se asemejaría a un sistema de control de accesos físico típico de un edificio, donde esa parte está centralizada en un lugar. Este lugar sólo necesita saber dos cosas: quién eres (por ejemplo un ID de una tarjeta, tu ID de usuario) y qué quieres hacer. Este te responde si tienes permiso de hacerlo o no. Con este enfoque, este mismo sistema no solo puede ser utilizado para acceder a lugares, sino para cualquier cosa que necesite separarse de personas que pueden y no pueden hacer cosas; por ejemplo, acceder a una página o sección, publicar un comentario, hacer una amistad, enviar un correo...
En redes informáticas, ACL se refiere a una lista de reglas que detallan puertos de servicio o nombres de dominios (de redes) que están disponibles en una terminal u otro dispositivo de capa de red, cada uno de ellos con una lista de terminales o redes que tienen permiso para usar el servicio. Tanto servidores individuales como enrutadores pueden tener ACL de redes. Las listas de control de acceso pueden configurarse generalmente para controlar tráfico entrante y saliente, y en este contexto son similares a un cortafuegos.
Existen dos tipos de listas de control de acceso: fijas y variables.
Los académicos han considerado que el control de acceso es un aspecto muy importante de la privacidad que debería estudiarse más a fondo. La política de control de acceso determina cuál será la política de seguridad de una organización. Para verificar la política de control de acceso, las organizaciones utilizan un modelo de control de acceso, pero el modelo no incluye detalles sobre cómo se implementa la política de seguridad. Por tanto, disponer y construir un modelo de control de acceso adecuado es fundamental.

## Edificaciones
Un sistema de control de accesos administra el ingreso a áreas restringidas y evita, así, que personas no autorizadas o indeseables tengan la libertad de acceder a la empresa. Así mismo, con un sistema de control de accesos se puede tener conocimiento de la asistencia del personal, horarios de ingreso y salida, y se puede tener un control histórico de entradas de personas a todas las áreas (para poder tener en cuenta quiénes podrían ser los responsables de algún siniestro). 
La manera más eficiente de controlar los movimientos dentro de la empresa es sectorizar la misma en zonas, que pueden ser departamentos, puertas independientes, distintos pisos, etc. Lo más práctico es que cada empleado de la empresa tenga determinadas las zonas a las cuales tiene acceso. Los sistemas trabajan en red para que todas las filiales de una empresa estén conectadas a un sistema central y se maneja el acceso a nivel centralizado.